# 윤도현(청자대작조형장)
윤도현(청자대작조형장)은 대한민국 전라남도 강진군 대구면에 있다. 2010년 3월 3일 강진군의 향토문화유산 제38호로 지정되었다.

## 개요
윤도현 약력(1943.6.12.)

- 1980 도강요 설립
 
- 1984 제1회 올림픽 기념품 전시회 및 제14회 전국공예품경진전라남도예선대회 겸 제2회 전남공예품경진대회 입선(5개 작품)
 
- 1986 제3회 올림픽기념품전시회 및 제16회 전국공예품경진 전라남도 예산대회 장려상
 
- 1987 서울올림픽대회 기념품생산업체 지정 문화공보 현대미술대상전 입선